# Андреев, Анатолий Александрович
Анато́лий Алекса́ндрович Андре́ев (12 сентября 1947, Большая Мурта, Красноярский край — 25 апреля 2003, Ижевск) — русский советский и российский писатель-фантаст, инженер. Член Союза писателей России (1998).

## Биография
Родился в селе Большая Мурта Большемуртинского района Красноярского края в 1947 году. В 1963 году переехал в Уфу. После окончания школы в 1965 году поступил на приборостроительный факультет Ижевского механического института. По окончании в 1970 году института поступил работать на Ижевский электромеханический завод. Работал регулировщиком радиоаппаратуры, инженером-патентоведом, начальником БРИЗ, конструктором, заместителем главного метролога завода. С 1992 года работал в Удмуртском государственном университете — старшим научным сотрудником, затем заведующим учебно-научной лабораторией приборостроения.
Умер от сердечного приступа на работе 25 апреля 2003 года.

## Творчество
Писать начал в середине 1970-х годов. Печатался в многотиражных и республиканских газетах. Известен главным образом благодаря своим научно-фантастическим произведениям.
Первая книга — авторский сборник фантастики «Рейс на Росу» (1980). В заглавной повести сборника, посвящённой расследованию загадочного несчастного случая на планете Роса, сильно, вплоть до антуража, ощутимо влияние произведений из серии «мира Полудня» братьев Стругацких.
Книга «Вторая попытка» (1990) — сборник, содержащий повести «Вторая попытка», «Пастораль» и «Звезды последний луч». Последняя повесть является продолжением романа «Аэлита» А. Н. Толстого. Сюжет повести — вторичное посещение Марса инженером Лосем для того, чтобы вызволить Аэлиту из заточения, на которое её обрек жестокий отец Тускуб. По мнению писателя-фантаста Сергея Снегова, по своим художественным достоинствам повесть не выдерживает сравнения с творением А. Толстого. Однако она может представить интерес для читателя как образец того, как старая задача межпланетного рейса совершается средствами новой техники и писательскими приемами современной научной фантастики.
В 2001 году вышел роман «Искатели странного», в качестве первой части включивший в себя «Рейс на Росу». В романе описывается работа «отдела Управления Общественной Психологии» (включившего в себя КОМКОН-2) в обществе будущего Земли «мира Полудня» братьев Стругацких.
Писал также приключенческие произведения — например, повесть «Опасная посылка» (1981).

## Публикации

### Книги
- Андреев А. А. Рейс на Росу: Ф. повесть и рассказы. — Ижевск: Удмуртия, 1980. — 96 с. — 50 000 экз. [Рейс на Росу: Повесть; Кольцо для Академии наук; Вы нам нужны; Инструкция; Это жаркое, жаркое лето…]
- Андреев А. А. Опасная посылка: Повесть. — Ижевск: Удмуртия, 1981. — 112 с.
- Андреев А. А. Машина: Повесть. — Ижевск: Удмуртия, 1988.
- Андреев А. А. Вторая попытка: Ф. повести. — Ижевск: Удмуртия, 1990. — 304 с. — 15 000 экз. — ISBN 5-7689-0023-2. [Вторая попытка; Пастораль; Звезды последний луч]
- Андреев А. А. День Оборотня. — Ижевск: Удмуртия, 2000. — 176 с. [День оборотня. Повесть; Давление зла. Повесть; Кольцо для Академии наук; Это жаркое, жаркое лето…; Где ты был, Петров?; Все дороги.]
- Андреев А. А. Искатели странного: Ф. роман. — М.: АСТ, 2001. — 384 с. — 15 000 экз. — ISBN 5-17-010898-2.

### Отдельные публикации
- Андреев А. А. Нескладеха, Психология: Рассказы // Горизонт : альманах. — Ижевск: Удмуртия, 1979.
- Андреев А. А. Звезды последний луч: Фант. повесть // Уральский следопыт. — Свердловск, 1987. — № 4.
- Андреев А. А. Колька: Повесть // Урал. — Свердловск, 1989.
- Андреев А. А. Фая: Рассказ // Луч. — Ижевск, 1994.
- Андреев А. А. Давление зла: Повесть // Луч. — Ижевск, 1997. — № 1—2.
- Андреев А. А. День оборотня: Повесть // Луч. — Ижевск, 1998. — № 5—6.
- Андреев А. А. Все дороги: Рассказ // Техника — молодёжи. — 2001. — № 12. — С. 32—35.